# البنك الأوروبي لإعادة الإعمار والتنمية

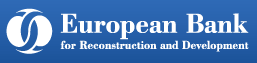
شعار البنك الأوروبي لإعادة الإعمار والتنمية

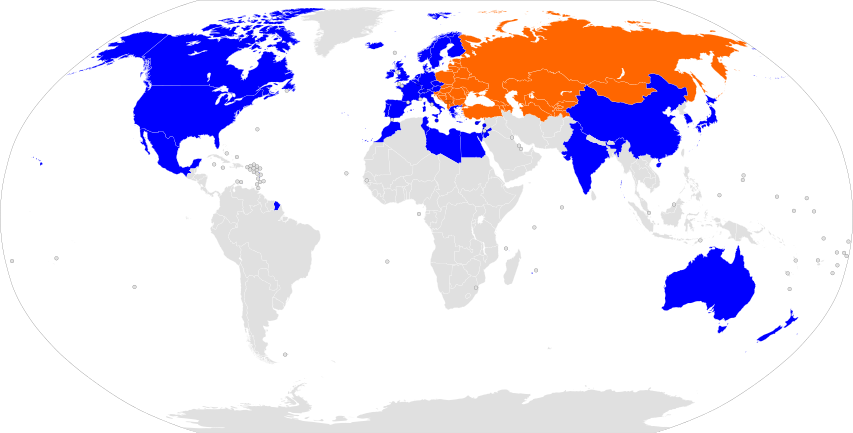
الدول الأعضاء في البنك الأوروبي لإعادة الإعمار والتنمية
الأعضاء الممولون
الأعضاء المستفيدون من الاستثمارات

البنك الأوروبي لإعادة الإعمار والتنمية (بالإنجليزية: European Bank for Reconstruction and Development) وتعرف بالاختصار (EBRD) هو بنك تنموي متعدد الأطراف، يستخدم الاستثمار كأداة للمساعدة في بناء اقتصادات السوق، وقد تأسس في عام 1991. ركز البنك في البداية على بلدان الكتلة الشرقية السابقة وسعى إلى دعم التنمية في 30 دولة من وسط أوروبا إلى آسيا الوسطى.
انصب تركيز البنك الأوروبي لإعادة الإعمار والتنمية على دول الكتلة الشرقية السابقة في بادئ الأمر، ولكنه توسع في دعمه لعملية التنمية ليشمل أكثر من 30 دولة، بدءًا من أوروبا الوسطى ووصولًا إلى آسيا الوسطى. يضم البنك أعضاء من جميع أنحاء العالم (أمريكا الشمالية، وإفريقيا، وآسيا وأستراليا) على غرار بنوك التنمية متعددة الأطراف الأخرى، وتعد الولايات المتحدة أكبر مساهم منفرد فيه، غير أن البنك لا يقرض إقليميًا سوى في بلدان عملياته. يقع المقر الرئيسي للبنك في لندن، وتعود ملكيته إلى 71 دولة ومؤسستين تابعتين للاتحاد الأوروبي، وأضحت الجزائر آخر مساهم فيه اعتبارًا من أكتوبر 2021. يستثمر البنك في الشركات الخاصة بالتعاون مع عدد من الشركاء التجاريين، وذلك على الرغم من انتماء مساهميه إلى القطاع العام.
لا ينبغي الخلط ما بين البنك الأوروبي لإعادة الإعمار والتنمية وبنك الاستثمار الأوروبي الذي تعود ملكيته إلى الدول الأعضاء في الاتحاد الأوروبي، والذي يستخدم لتعزيز سياسات الاتحاد الأوروبي. كذلك يختلف هذا البنك عن بنك التنمية التابع لمجلس أوروبا.

## الحوكمة
يتكون البنك الأوروبي لإعادة الإعمار والتنمية، والذي ينقسم بين مقره الرئيسي في لندن ومكاتبه الميدانية الموجودة في أماكن أخرى، من هيكل ثلاثي المستويات؛ فيتألف أولًا من الرئيس والموظفين، وثانيًا من مجلس للمحافظين، وأخيرًا من مجلس الإدارة. وقد تغير هيكل البنك مع مرور الزمن، نظرًا للمخاوف المتعلقة بالمنافسة داخل المؤسسة. وفي واقع الأمر، كان هناك قسمان مصرفيان مختلفان في مطلع تسعينيات القرن العشرين (قسم الخدمات المصرفية التجارية المرتبط بالقطاع الخاص من جهة، وقسم الخدمات المصرفية التنموية، والذي عمل في الغالب مع القطاع العام، من جهة أخرى). وبالتالي، دمِج هذين القسمين في قسم واحد، وحل محل هذه الهيكلية هيكلية أخرى انقسم البنك بموجبها إلى سبعة أقسام فرعية إقليمية على أساس السياسة والبلد.

### مجلس المحافظين
يتألف هذا المجلس من ممثلين عن كل دولة عضو، ويتمتعون بصلاحية مرجعية.

### مجلس الإدارة
يتألف مجلس الإدارة من 23 عضوًا، يقع على عاتق مجلس المحافظين انتخابهم. لا يسمح لهؤلاء الأعضاء أن يكونوا أعضاء في مجلس المحافظين. وتتمثل مهامهم في الإشراف على العمليات العامة للبنك، وبالأخص:
- الموافقة على الميزانية.
- وضع السياسات واتخاذ القرارات الأخرى والقروض والاستثمارات بالتنسيق مع مجلس المحافظين.
- إعداد أعمال مجلس المحافظين.
- رفع الحسابات المدققة سنويًا إلى مجلس المحافظين للموافقة عليها.

### الرئيس
يتألف البنك الأوروبي لإعادة الإعمار والتنمية من العديد من الأعضاء المتمتعين بصلاحيات التصويت، بدءًا من الدول الأوروبية وغير الأوروبية وصولًا إلى مؤسسات أخرى مثل بنك الاستثمار الأوروبي. ومع ذلك، تختلف حقوق التصويت باختلاف الموقع الجغرافي لكل عضو. وبتعبير أدق، يتمتع الأعضاء الأوروبيون وغيرهم من الدائنين الآخرين بصلاحية التصويت باسم الأكثرية. خلال بداياته، بلغ عدد أعضاء البنك أكثر من 40 عضوًا، وبلغ عدد الدول المالكة 61 دولةً في عام 2015، وبلغ عدد الدول المالكة 71 دولةً بحلول شهر مارس من عام 2022.
خدم الرؤساء التاليون في البنك الأوروبي لإعادة الإعمار والتنمية حتى الآن (اعتبارًا من مارس عام 2022):
- جاك عتالي: أبريل 1991 - يونيو 1993
- جاك دو لاروزيير: سبتمبر 1993 - يناير 1998
- هورست كولر: سبتمبر 1998 - أبريل 2000
- جان ليميير: يوليو 2000 - يوليو 2008
- توماس ميرو: يوليو 2008 - يوليو 2012
- سوما تشاكرابارتي: يوليو 2012 – يوليو 2020
- أوديل رينو باسو: 2020 - حتى الآن

### العضوية
لكي تصبح دولة ما عضوًا في البنك، يتعين عليها استيفاء بنود اتفاقية البنك الأوروبي لإعادة الإعمار والتنمية. تنص هذه البنود على أنه لا يمكن لأي دولة أن تصبح عضوًا إلا في حال كانت واقعة في أوروبا أو كانت عضوًا غير أوروبي في صندوق النقد الدولي. كذلك تشارك مؤسسات مثل الاتحاد الأوروبي وبنك الاستثمار الأوروبي في عمليات البنك. تضاعف حجم عضوية البنك منذ تأسيسه على نحو تقريبي. وكانت آخر الدول المنضمة إلى البنك دولًا تقع في إفريقيا.

## النشاط المصرفي العام
يعد البنك الأوروبي لإعادة الإعمار والتنمية بنكًا عامًا، ما يعني أن المؤسسات العامة، من قبيل الدول، تمثل جهات مساهمة في تلك المؤسسات. وبتعبير أدق، تقع المؤسسات المالية العامة تحت سيطرة السلطات الحكومية بصفة رئيسية (بنسبة تزيد عن 50%)، في حين لا تعد السلطات الحكومية في المؤسسات التي تشارك فيها الدولة المساهم الأكبر. شاركت البنوك العامة في التحول الاقتصادي لجمهوريات الاتحاد السوفيتي السابقة وبلدان أوروبا الشرقية والوسطى على نحو خاص، وذلك في الوقت الذي أحجمت فيه البنوك الخاصة ومصادر التمويل الأخرى عن الاستثمار لأسباب مثل الصعوبات الاقتصادية الكلية التي واجهتها تلك الدول، فضلًا عن الأسباب السياسية المتعلقة باستقرارها على سبيل المثال.

### العلاقة مع بنك الاستثمار الأوروبي
في سياق الخدمات المصرفية الاستثمارية في الاتحاد الأوروبي، دخل البنك الأوروبي لإعادة الإعمار والتنمية وبنك الاستثمار الأوروبي في منافسة لنيل صفة «البنك التنموي الأول في الاتحاد الأوروبي». تناولت الانتقادات الرئيسية الموجهة إلى البنك الأوروبي لإعادة الإعمار والتنمية في تلك الحالة حقيقة أن دولًا غير أعضاء في الاتحاد الأوروبي كانت أيضًا من الجهات المساهمة الرئيسية، في حين أن ملكية بنك الاستثمار الأوروبي كانت عائدة بالكامل إلى الاتحاد الأوروبي. وخلال الآونة الأخيرة، تناول مصدر آخر للمنافسة الجهة التي أصبحت «البنك الأوروبي للمناخ والتنمية المستدامة» حديثة العهد.

### البنوك العامة وجائحة كوفيد-19
خلال الآونة الأخيرة، ازداد تأثير ودور البنوك العامة منذ بداية جائحة كوفيد-19، إذ أضحت من الجهات الفاعلة الهامة في الاستجابة للتعافي الاقتصادي. أما بالنسبة للبنك الأوروبي لإعادة الإعمار والتنمية، فقد تعهد بتخصيص مبلغ 21 مليار يورو للأنشطة خلال الفترة الممتدة من عام 2020 حتى عام 2021. وبعبارة أدق، أنشِأت حزمة خاصة، والتي شُملت بنطاق إطار عمل المرونة، وبرنامج تيسير التجارة، وبرنامج دعم البنية التحتية الحيوية، وما إلى ذلك. واستثمر البنك 11 مليار يورو كجزء من 411 مشروعًا خلال عام 2020 على سبيل الحصر، وهو ما يعادل زيادةً بنسبة قدرها 10% بالمقارنة مع عام 2019. استأثر القطاع الخاص بنسبة 72% من هذه الاستثمارات. علاوةً على ذلك، ونظرًا لهذا السياق المحدد، فقد ركز البنك بعض عملياته على قطاعات أخرى بعيدًا عن الاستثمار الأخضر، مما يعني أن نسبة استثماراته في هذا المجال لم تتجاوز 29% (بالمقارنة مع 46% في عام 2019).

## الانتقادات

### في ما يتعلق بالدول المستهدفة

#### العقوبات ضد روسيا لسنة 2014
أعلن البنك الأوروبي لإعادة الإعمار والتنمية تعليق مشاريعه الاستثمارية الجديدة في روسيا بتاريخ 23 يوليو عام 2014، وذلك عقب إعلان سابق صدر عن المجلس الأوروبي. وقد صدر إعلان المجلس الأوروبي في سياق الاضطرابات الموالية لروسيا في أوكرانيا لعام 2014. وحتى عام 2014، كانت روسيا أكبر مستفيد من التمويل بين الدول كافة. وفي عام 2013، حصلت روسيا الاتحادية على مبلغ 1.8 مليار يورو من البنك لأغراض استثمارية، فضلًا عن 1 مليار يورو من بنك الاستثمار الأوروبي. استخدمت روسيا الأموال لتمويل مجموعة متنوعة من المشاريع مثل صمامات خطوط الأنابيب، وعمليات الاستحواذ على العقارات، وإصدار قرض لسلسلة متاجر كبرى. وكان هناك مشروعان روسيان ينتظران الحصول على تمويل من البنك الأوروبي لإعادة الإعمار والتنمية: خطة بقيمة 300 مليون يورو لتعزيز كفاءة الطاقة، وقرض بقيمة 180 مليون دولار لاستئجار معدات زراعية وحرجية.